# Maria Jurkowska
Maria Jurkowska pseud. Majka (ur. 14 sierpnia 1938 w Zawichoście, zm. 14 grudnia 1991 w Warszawie) – polska dziennikarka radiowa, propagatorka bluesa i jazzu w Polsce. 
W latach 1968–1969 stworzyła 60 audycji Wiek jazzu. 
Audycje radiowe jej autorstwa: 
- Z jazzowego archiwum
- Śladami jazzowych legend
- Blues wczoraj i dziś

W roku 1975 otrzymała drugą nagrodę w konkursie radiowym za W kabaretach Storyville, a pięć lat później zwyciężyła audycją Legenda o Johnie Henrym. Wiele jej tekstów i publikacji znalazło się w piśmie Jazz Forum.
Od 1992 roku Redakcja Muzyczna Programu Trzeciego Polskiego Radia przyznaje co roku nagrodę jej imienia („Majka”) osobom, które przysłużyły się popularyzacji bluesa w Polsce.
Tytułowy utwór z płyty Blues dla Majki grupy Green Grass poświęcony jest Marii Jurkowskiej.